# Келехсаев, Рустем Казбекович
Русте́м Казбе́кович Келехса́ев (осет. Челӕхсаты Хъазыбеджы фырт Рустем; 10 февраля 1969, совхоз Балаковский, Калмыцкая АССР) — советский, российский борец, политик, двукратный чемпион Европы, руководитель Администрации Главы РСО-Алания и Правительства РСО-Алания. Заслуженный мастер спорта по вольной борьбе (1996).

## Биография
Родился 12 февраля 1969 года в совхозе Балаковский Целинного района Калмыцкой АССР в осетинской семье. С 12 лет стал заниматься вольной борьбой, тренировался у заслуженного тренера РСФСР Марика Тедеева. В 1984 году становится чемпионом ВЦСПС среди юношей. В 1988 году становится чемпионом СССР среди юношей и победителем международного турнира имени Ивана Ярыгина. В 1989 году победитель Кубка мира и чемпион Европы среди молодёжи. Четырёхкратный чемпион первенства Вооружённых Сил СССР (1988, 1989, 1990, 1991). В 1991 году становится бронзовым призёром чемпионата СССР. В 1992 году становится чемпионом России и бронзовым призёром чемпионата Европы. В 1993 году становится чемпионом Европы и бронзовым призёром чемпионата России. В 1994 году становится двукратным чемпионом Европы. Боролся в весовой категории 82 кг.
Окончил Северо-Осетинский государственный университет по специальности «правовед».
Женат, отец 3 детей.

## Спортивные достижения
- Двукратный чемпион Европы (1993, 1994)
- Четырёхкратный чемпион первенства Вооружённых Сил СССР (1988, 1989, 1990, 1991)
- Чемпион России в Санкт-Петербурге (1992)
- Чемпион СССР среди юношей (1988)
- Чемпион Европы среди молодёжи (1989)
- Победитель Кубка мира среди молодёжи (1989)

## Трудовая деятельность
- 1.9.1985 — 2.3.1987 — Владикавказский лесхоз, начальник отдела;
- 18.4.1987 — 14.12.1997 — Служба в рядах вооружённых сил;
- 15.12.1997 — 5.5.1999 — Государственный комитет по делам молодёжи РСО-Алания, заместитель председателя;
- 27.5.1999 — 14.9.2004 — Комитет Парламента РСО-Алания по делам культуры, молодёжи, спорта и туризма, председатель;
- 14.9.2004 — 20.03.2014 — Министерство по делам молодёжи, физической культуры и спорта РСО-Алания, министр.
- 20.3.2014 — 28.3.2016 — заместитель Председателя Правительства РСО-Алания
- с 28.3.2016 — руководитель Администрации Главы РСО-Алания и Правительства РСО-Алания

## Награды и звания
- Орден Почёта (2009 год, Южная Осетия)[2]
- Медаль ««В ознаменование 10-летия Победы в Отечественной войне народа Южной Осетии» (21 августа 2018 года, Южная Осетия) — за вклад в развитие и укрепление дружественных отношений между народами и в связи с празднованием 10-й годовщины признания Российской Федерацией Республики Южная Осетия в качестве суверенного и независимого государства[3]
- Почётная грамота Республики Северная Осетия-Алания